# Blitzkrieg 2
Blitzkrieg 2 là phiên bản thứ hai của trò chơi máy tính thuộc thể loại chiến thuật thời gian thực lấy bối cảnh Thế chiến thứ II là Blitzkrieg. Game do hãng Nival Interactive phát triển và CDV Software phát hành vào ngày 2 tháng 10 năm 2005.

## Cách chơi
Giống như phiên bản đầu và tương tự dòng game Sudden Strike. Cách chơi của Blitzkrieg 2 nhấn mạnh vào việc điều khiển một nhóm quân nhỏ để giành lấy chiến thắng ở các trận chiến trong Thế chiến thứ II hơn là sử dụng các yếu tố chiến lược thời gian thực như xây dựng công trình và thu thập tài nguyên. Trò chơi có khoảng 270 đơn vị quân, 60 loại bộ binh, trong đó có thêm nhiều loại quân siêu đặc biệt như máy bay đánh chặn Natter, tên lửa V2, pháo khổng lồ TM 2-12, tăng hạng nặng T-35... Mỗi đơn vị lính trong Blitzkrieg 2 giờ đây không chỉ giữ nguyên những đặc điểm cũ là càng chiến đấu càng lên cấp mà chúng còn có thêm các kỹ năng riêng. Chẳng hạn, xe tăng sẽ có thể vừa chạy vừa bắn (trước kia không được), công binh có khả năng xây dựng các lô cốt... Ngoài ra, người chơi còn nhận được sự hỗ trợ của các anh hùng (hero), được xây dựng dựa theo các nhân vật có thật trong lịch sử đệ nhị thế chiến, tùy theo phe mà mình điều khiển, như Peter Churchill (Anh), một tay điệp viên có khả năng cải trang trà trộn vào hàng ngũ đối phương để do thám lấy thông tin, hay Michael Wittmann (Đức), một trong số ít những vị tướng tăng nổi danh trong lịch sử đệ nhị thế chiến có những phát bắn rất chính xác trong các cuộc đọ tăng.
Về mặt chiến dịch thì vẫn ba phe: Đồng minh, Liên Xô và Đức, bên cạnh đó sẽ có thêm những phe phụ mà người chơi có thể điều khiển ké như Ý, Nhật, Anh, Pháp... Các nhiệm vụ trong game sẽ đa dạng hơn: phá hoại, tiêu diệt toàn bộ, phòng thủ, phản công, bảo vệ cứ điểm, ám sát... Chiến trường kỳ này không còn co cụm như phần đầu, mà sẽ trải dài từ Âu sang Á, bao quát toàn bộ những mặt trận chính và phụ của Đệ Nhị Thế Chiến ở các khu vực như Bắc Phi, châu Âu, Nga và Thái Bình Dương. Từ những trận đánh nổi tiếng ở Stalingrad, Guadalcanal... cho tới những trận ít người biết đến, hoặc bị lãng quên trong phần một như Sevastopol, Bastogne, Sicilia.... Toàn bộ chiến cuộc ấy sẽ được rút gọn lại vời số lượng là hơn 80 màn chơi.
Một trong những chuyển biến đáng chú ý nhất là việc xuất hiện cơ chế quản lý tài nguyên, được thể hiện dưới dạng lực lượng tiếp viện thay vì xây dựng các công trình và tạo lính - một vấn đề được khá đông giới game thủ quan tâm, nhưng lại bị nhà phát triển bác bỏ, bởi theo họ, phong cách xây dựng, tạo lính chỉ thích hợp với những trò RTS khác, còn với Blitzkrieg 2, nó sẽ phá vỡ cấu trúc mô phỏng thật theo lịch sử mà ngay từ đầu game đã xác định cho mình. Thay vào đó, người chơi sẽ nhận được những đợt pháo dập tọa độ, không kích một khu vực, gọi quân tăng viện... và dùng chúng bất cứ khi nào mình cần. Lẽ đương nhiên, muốn có những tính năng này, người chơi cần phải hoàn thành những mục tiêu trong màn đề ra. Và một điểm đáng chú ý khác, theo nhà sản xuất cho biết thì mỗi nhiệm vụ trong game có nhiều mục tiêu chính và phụ, và có tính liên hoàn với các nhiệm vụ về sau. Hoàn thành nhiệm vụ sẽ mang lại các giải pháp chiến thuật có ích cho người chơi. Một ví dụ minh họa: nếu giải phóng được trạm xe lửa bị quân đối phương canh giữ, ở những màn kế người chơi có quyền gọi lính tăng viện được vận chuyển bằng xe lửa bất kỳ lúc nào. Hay khi đánh chiếm một sân bay, qua các màn sau người chơi có thể thỏa thích gọi chi viện bằng không quân.

## Đồ họa và âm thanh
Với sức mạnh của Engine Enigma 2.0 so với Enigma 1.0 của Blitzkrieg. Đồ họa của Blitzkrieg 2 được dựng lại theo dạng 3D hoàn toàn so với 2D truyền thống ở phiên bản đầu khiến người chơi có thể thoải mái thưởng thức những trận đánh lớn với sự xuất hiện cùng lúc của gần 500 vật thể có cấu trúc phức tạp. Một điều khá thú vị là game cho phép người chơi có thể phá hủy bất cứ mọi vật thể dù động hay tĩnh hiện diện trên bản đồ vì dụ như xô đổ một cái cây, hàng rào khó chịu cản bước đi và kể cả các vật thể hiền lành hơn xuất hiện để làm cảnh thì người chơi vẫn có thể nã pháo vào cho nó nát tương hay sau khi tiêu diệt các đơn vị xe cộ thì cái xác sẽ không biến mất mà vẫn hiện diện và cháy ở đó, nếu quân của người chơi đi qua thì nó sẽ vỡ vụn ra từng miếng rồi biến mất.
Kèm theo đó, người chơi được quyền phóng to, thu nhỏ, thậm chí xoay 360 độ để quan sát cảnh vật, cũng như xếp đặt các kế hoạch chiến thuật cần thiết. Ngoài ra, phần hiệu ứng và chuyển động của các đối tượng cũng được thực hiện chi tiết và chăm chút hơn như những vệt bụi mù mịt khi một chiếc xe di chuyển, hay những lớp sóng biển nối đuôi nhau vỗ bờ, có cả mưa, bão tuyết... và đặc biệt khi tối trời, người chơi sẽ có dịp thưởng thức tiếng động, âm thanh của lưới lửa phòng không, pháo sáng và cả những cuộc đọ súng ban đêm đã được nhà sản xuất chăm chút kỹ lưỡng từng phần một.

## Các phiên bản của game
- Blitzkrieg 2: Liberation là phiên bản mở rộng thứ hai mô tả cuộc chiến tranh giải phóng châu Âu ở cả hai mặt trận Đông, Tây, người chơi được quyền lựa chọn cả ba phe là Hồng quân Liên Xô, Đồng minh và Đức Quốc xã. Game được hãng Ascaron Entertainment GmbH phát hành vào ngày 12 tháng 10 năm 2007 tại châu Âu.[5]
- Blitzkrieg 2: Fall of the Reich là phiên bản mở rộng độc lập do Nival Interactive phát triển kể về mặt trận phía Đông ở giai đoạn cuối của Thế chiến thứ II, người chơi được quyền lựa chọn cả hai phe là Hồng quân Liên Xô và Đức Quốc xã. Game được CDV Software phát hành vào ngày 22 tháng 2 năm 2007.[6]
- Blitzkrieg 2 Anthology là bản tổng hợp cả ba phiên bản được phát triển bởi hai hãng là Various và 1C gồm Blitzkrieg 2, Blitzkrieg 2: Liberation và Blitzkrieg 2: Fall of the Reich do Ascaron Entertainment GmbH phát hành vào ngày 29 tháng 2 năm 2008 tại châu Âu.[7]